# 容永協
容永協（英語：Willie "JOE" Yung，1895年9月23日—1981年4月16日），生於廣東新會古井，於香港逝世。骨灰葬於美國南加州格蘭岱市一處墓園中。1930年至1967年容永協在密西西比州科荷馬縣瑞納拉若鎮（Rena Lara）經營一家被稱為JOE的雜貨店。容永協樂善好施，為全鎮的知名人物。

## 瑞納拉若鎮
容永協於1930年在瑞納拉若鎮頂下一家原本由另一華人經營的雜貨店，成為小鎮居民生活不可分割的一部分。大家也繼續稱容永協為JOE。30年代經濟大蕭條，1937年羅斯福總統的新政，讓耕者用低息貸款的辦法擁有田地。這些農民沒有本錢，容永協容許種植棉花的小鎮居民賒欠棉花種子、肥料、農藥，待秋天棉花收成後居民才歸還欠款。

## 善行義舉
Mrs. Madam White記得她家兄弟姐妹共11個，負擔沉重。她父母每年春天都去向容永協借錢買棉花種，從未還過錢，容永協卻每年照借不誤。容永協曾偷偷到他們的棉花田探訪，發現有11個小孩嗷嗷待哺，因此決定繼續以借款的名義幫助他們。Mary Jenkins的兒子食物中毒，沒錢求醫，向容永協借錢而救回一命。Robert Emmitt Harris在軍隊退伍後回到小鎮，容永協補貼費用鼓勵他繼續求學。Jim Porter在幾百哩外印第安納波利斯找到一份工作，容永協借給他路費去面試。Oscar和Bob Herren兩兄弟退伍後找到工作，容永協借給了他們300多元買車。

## 受恩不忘
密州州參議員傅尼斯（Vernon Delma Furniss）家居住在瑞納拉若鎮已有數代，他說容永協在30年代救了小鎮，並稱：「全鎮每家每戶在經濟大蕭條時無不受過他的幫助和恩惠！他說我家三代均受他惠，我家開加油站的資本亦得到他的幫助。」1967年容永協決定退休離開小鎮時，全鎮居民集資購買一隻寶路華金表送給他，背面刻著「瑞納拉若的朋友們 1967年致贈」等英文字樣，同時為他開了個歡送派對。2001年夏容永協的後人訪問小鎮尋根，傅尼斯申請紀念容永協，於州參議院通過第599號決議案表揚容永協。密西西比州州長穆士格洛夫（Ronnie Musgrove)亦簽署表揚狀，定2002年7月27日為密西西比州「容永協日」（Willie JOE Yung Day），紀念這位早已作古的華裔移民。至今瑞納拉若鎮訂定每兩年七月最後一個星期六慶祝回鄉日，亦是該鎮的「容永協日」，舉行歡慶。

## 生平與家庭
容永協十四歲離開中國與父親赴加拿大工作。二十歲回鄉與Zhao Ru Xing結婚，共育有三子，一子還是嬰兒時夭折，一子十七歲夭折，只有老大容華升存活。在父親告老還鄉後，容永協支身在加拿大工作寄錢回鄉養家。三十五歲時經舅父介紹接手瑞納拉若的雜貨店。七十二歲時離開瑞納拉若回香港養老。在美國時沒有人知道他還有家眷在中國。
長子容華升廣州嶺南大學畢業，為「建設新中國」留在大陸，卻被打成右派，仰賴容永協寄錢回廣州接濟。容永協的媳婦50年代後期帶著三個年幼孫子女容天護、容天佑、容錦玲到香港定居。另外三個較年長的孫女容錦愛、容錦瑛和容錦霞，在1968年文化大革命時期被迫下鄉，1971年從廣東偷渡香港。以後六兄弟姐妹先後來到美國讀書，全部成為專業人士。第四代十二個曾孫輩也全在美國有良好的發展。

## 媒體報導
- 1988年，瑞納拉若鎮建市100周年，當地報紙The Clarksdale Press Register，在7月26日登出Rebecca Hood-Adams所作的「Joe仍然活在瑞納拉若鎮」。
- 1988年7月29日The Clarksdale Press Register登出Delma Furniss所作的「瑞納拉若鎮居民希望Joe仍然使用著我們贈送的手表」。
- 1997年底，哥倫比亞廣播公司周日晨間新聞節目播出華人移民於密西西比河三角洲發展的故事，刊出容永協與舅父及表兄弟的照片[1]。